# Dimona
Dimona (en hebreo: דימונה‎) es una ciudad ubicada en el distrito Sur de Israel, alrededor de 30 km al sureste de Beerseba y 35 km al oeste del mar Muerto, en el pleno desierto del Néguev. En 2024 tenía una población de 39 672 habitantes.

## Etimología
El nombre de la ciudad deriva de un pueblo bíblico citado en Josué (15:21-22): "Y fueron las ciudades de la tribu de los hijos de Judá en el extremo sur, hacia la frontera de Edom: Cabseel, Éder, Jagur, Quiná, Dimona, Adadá".

## Historia
Dimona fue una de las "ciudades de desarrollo" creadas en los años 1950 por iniciativa de David Ben-Gurión. Dimona en concreto fue ideada en 1953 y fundada en 1955. Cuando el programa nuclear israelí comenzó una década después, se escogió un lugar no muy alejado de esta ciudad para albergar el Centro de Investigación Nuclear del Néguev, debido a su relativo aislamiento en el desierto y la posibilidad de edificar en el lugar.

## Demografía
Sus primeros habitantes procedían mayoritariamente de inmigrantes procedentes del norte de África. Pese a que la ciudad declinó durante la década de los 80, su población volvió a incrementarse con el inicio de la inmigración rusa en los años 1990. 
Actualmente, Dimona es la tercera ciudad más grande del Néguev, con una población estimada de 31.200 (en 1995). Un tercio de la población trabaja en el sector industrial (en las plantas químicas del mar Muerto y en industrias de alta tecnología y textiles), y otro tercio en el sector servicios.
Debido a la introducción de las nuevas tecnologías, muchos trabajadores han sido despedidos en los últimos años, elevando la tasa de desempleo hasta el 10%.
Dimona es el núcleo de los "hebreos negros", una pequeña comunidad religiosa no judía que vive de acuerdo con unas reglas especiales, originaria de Estados Unidos.

## Economía
A principios de la década de 1980, las plantas textiles, como Dimona Textiles Ltd., dominaban el paisaje industrial. Desde entonces, muchas plantas han cerrado. Dimona Silica Industries Ltd. fabrica sílice precipitada y rellenos de carbonato de calcio. Alrededor de un tercio de la población de la ciudad trabaja en centros de trabajo industriales (plantas químicas cercanas al Mar Muerto como Dead Sea Works, empresas de alta tecnología y talleres textiles), y otro tercio en el ámbito de los servicios. Debido a la introducción de nuevas tecnologías, muchos trabajadores han sido despedidos en los últimos años, lo que ha creado una tasa de desempleo total de alrededor del 10%. Dimona ha participado en la transformación solar de Israel. El Complejo Industrial Rotem, a las afueras de la ciudad, cuenta con decenas de espejos solares que enfocan los rayos del sol en una torre que, a su vez, calienta una caldera de agua para crear vapor, haciendo girar una turbina para crear electricidad. Luz II, Ltd. planea utilizar el conjunto solar para probar la nueva tecnología de las tres nuevas plantas solares que se construirán en California para la Pacific Gas and Electric Company.